# 선바위역
선바위역(Seonbawi station, 선바위驛)은 경기도 과천시 과천동에 위치한 수도권 전철 4호선의 전철역이다. 역세권 자체의 수요는 많지 않은 대신, 양재동, 사당동, 과천동으로 간 길목에 있어 버스의 환승 수요가 많다. 또한 큰 공영주차장이 있고, 우면산과 인접해 등산객들의 방문이 잦다. 이 역부터 오이도역까지 한국철도공사 구간이고 좌측 통행이다. 양재천 하저터널로 경마공원역과 연결된다.

## 역사
- 1994년 4월 1일 : 보통역으로 영업 개시
- 2004년 12월 10일 : 철도승차권 단말기 철거[1]
- 2008년(추정) : 배치간이역으로 격하
- 2014년 : 무배치간이역으로 격하

## 남태령역방면 선로의 특이 사항
이 역과 남태령역 사이엔 입체 교차 터널이 있으며 교류-직류 절연 구간이 있다. 이는 남태령역이 서울 지하철 4호선과 직접 연결돼 있어 통행 방식과 전력 공급 방식을 변경해야 하기 때문이다.

## 역명 유래
선바위는 인근 하천(양재천)에 큰 바위가 우람하게 서있다는 '선암'이라는 지명을 순우리말로 풀이한것에서 유래되었다. 원래 그냥 선암역(仙岩驛)으로 개통해도 되었지만 굳이 선바위역으로 개통한 이유는 울산광역시에 같은 한국철도공사 관할의 동해선 선암역(현 개운포역)이 있기 때문에 선바위역이 되었다.한자가 사라지자 과천시에선 선바위역의 한자를 인천원당역(현 신검단중앙역)으로 표기하였다.

## 역 구조
2면 2선의 상대식 승강장이 갖춰진 지하역이며, 승강장에 스크린도어가 설치돼 있다. 출구는 6개다. 반대편 승강장 횡단이 불가능하다.

### 승강장
| ↑ 남태령               |
| \| ２                  |
| 경마공원(렛츠런파크) ↓ |

| 1 | ● 수도권 전철 4호선 | 이촌(국립중앙박물관)·명동(우리금융타운)·불암산(당고개) 방면 |
| 2 | ● 수도권 전철 4호선 | 대공원(국립과천과학관)·금정 · 안산 · 오이도 방면            |

## 환승 버스
- 1번 출구 (양재방향) : 일반 6, 8-1(주말), 11-3, 19, 917  마을 7-2, 서초 18  직행 3000, 3003, 3030, 6501, 7900  간선 441, 541, 542  지선 4435  광역 9100, 9200, 9201, 9300, M6405, M6410
- 2번 출구 (과천방향) : 일반 6, 8-1(주말), 11-3, 19, 917  마을 7-2, 서초 18  직행 3000, 3003, 3030, 6501, 7900  간선 441, 541, 542  지선 4435  광역 9100, 9200, 9201, 9300, M6405, M6410

## 역 주변
| 나가는 곳 | 방면                                                             |
| --------- | ---------------------------------------------------------------- |
| 1         | 양재방향 관문체육공원 한마음혈액원 서울전자고등학교              |
| 2         | 과천동주민자치센터 과천등기소 선바위공원 미술관                  |
| 3         | 과천등기소 선암건문소 뒷골 안골 관문네거리                       |
| 4         | 선바위공원 선바위                                                |
| 5         | 과천동방면 서울경마공원 공영주차장 광창마을 경마장주변공영주차장 |
| 6         | 양재천 하수종말처리장 과천시환경사업소                           |

## 승차량 변동
- 광역버스와의 환승 할인이 가능해진 2008년 이후 이용객이 급격히 늘어남을 확인할 수 있다. 또한 2012년에 우면지구가 입주하여 승하차량이 계속 급증하고 있다.

| 역 노선 | 승차 인원 | 승차 인원 | 승차 인원 | 승차 인원 | 승차 인원 | 승차 인원 | 승차 인원 | 승차 인원 | 승차 인원 | 승차 인원 | 승차 인원 | 승차 인원 | 승차 인원 | 승차 인원 | 승차 인원 | 승차 인원 | 승차 인원 | 승차 인원 | 승차 인원 | 승차 인원 | 승차 인원 | 승차 인원 | 승차 인원 | 승차 인원 | 주 석 |
| 역 노선 | 2000년    | 2001년    | 2002년    | 2003년    | 2004년    | 2005년    | 2006년    | 2007년    | 2008년    | 2009년    | 2010년    | 2011년    | 2012년    | 2013년    | 2014년    | 2015년    | 2016년    | 2017년    | 2018년    | 2019년    | 2020년    | 2021년    | 2022년    | 2023년    | 주 석 |
| ------- | --------- | --------- | --------- | --------- | --------- | --------- | --------- | --------- | --------- | --------- | --------- | --------- | --------- | --------- | --------- | --------- | --------- | --------- | --------- | --------- | --------- | --------- | --------- | --------- | ----- |
| 4호선   | 2424      | 2821      | 2954      | 3215      | 2646      | 2774      | 2859      | 3212      | 3718      | 4201      | 4822      | 5915      | 6738      | 7663      | 9199      | 14411     | 9022      | 8959      | 9357      | 9358      | 6883      | 6692      | 7215      | 7577      | [ 2 ] |

## 사진

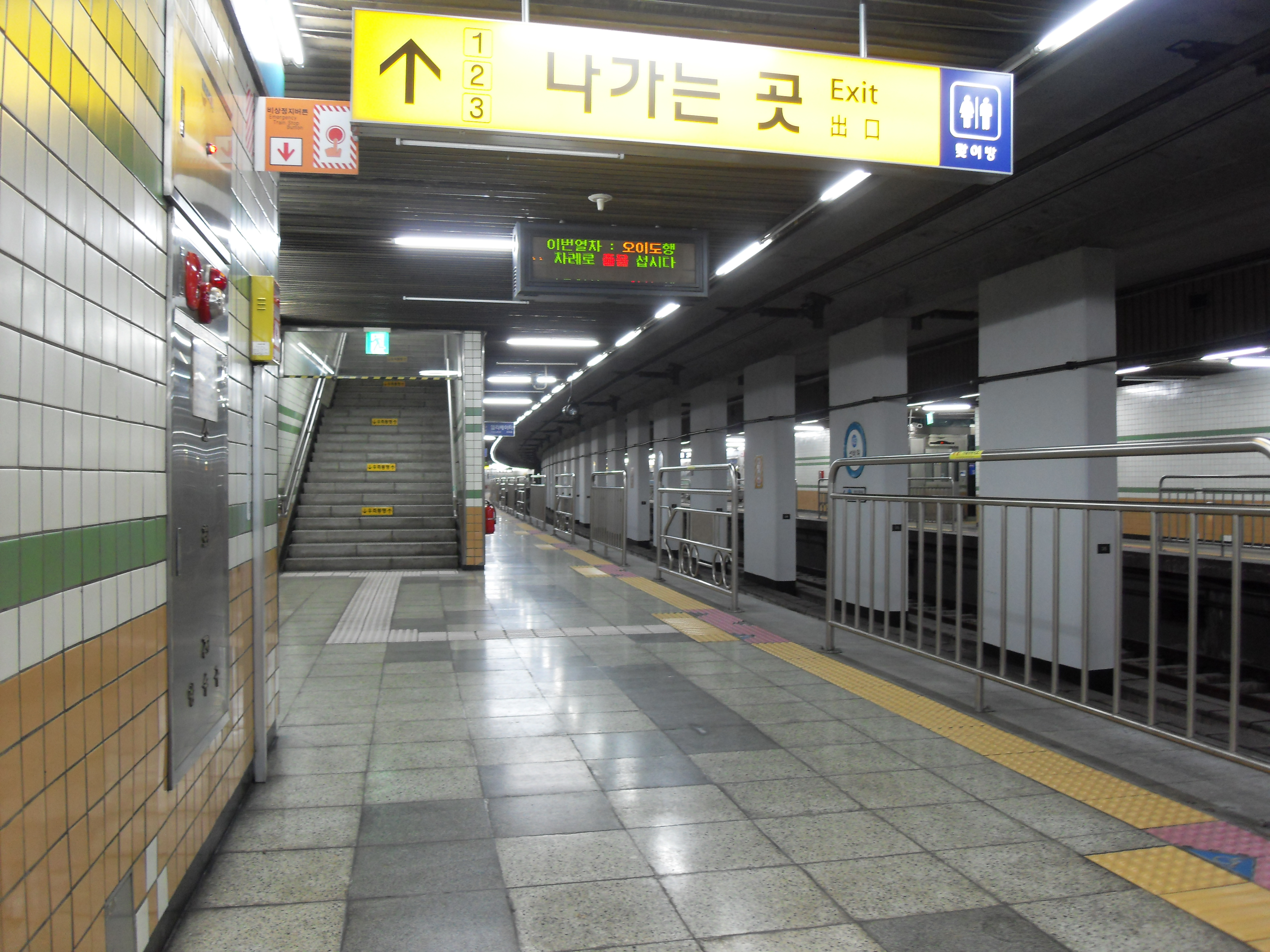
승강장 (스크린도어 설치 전, 역사내부 변경 전)
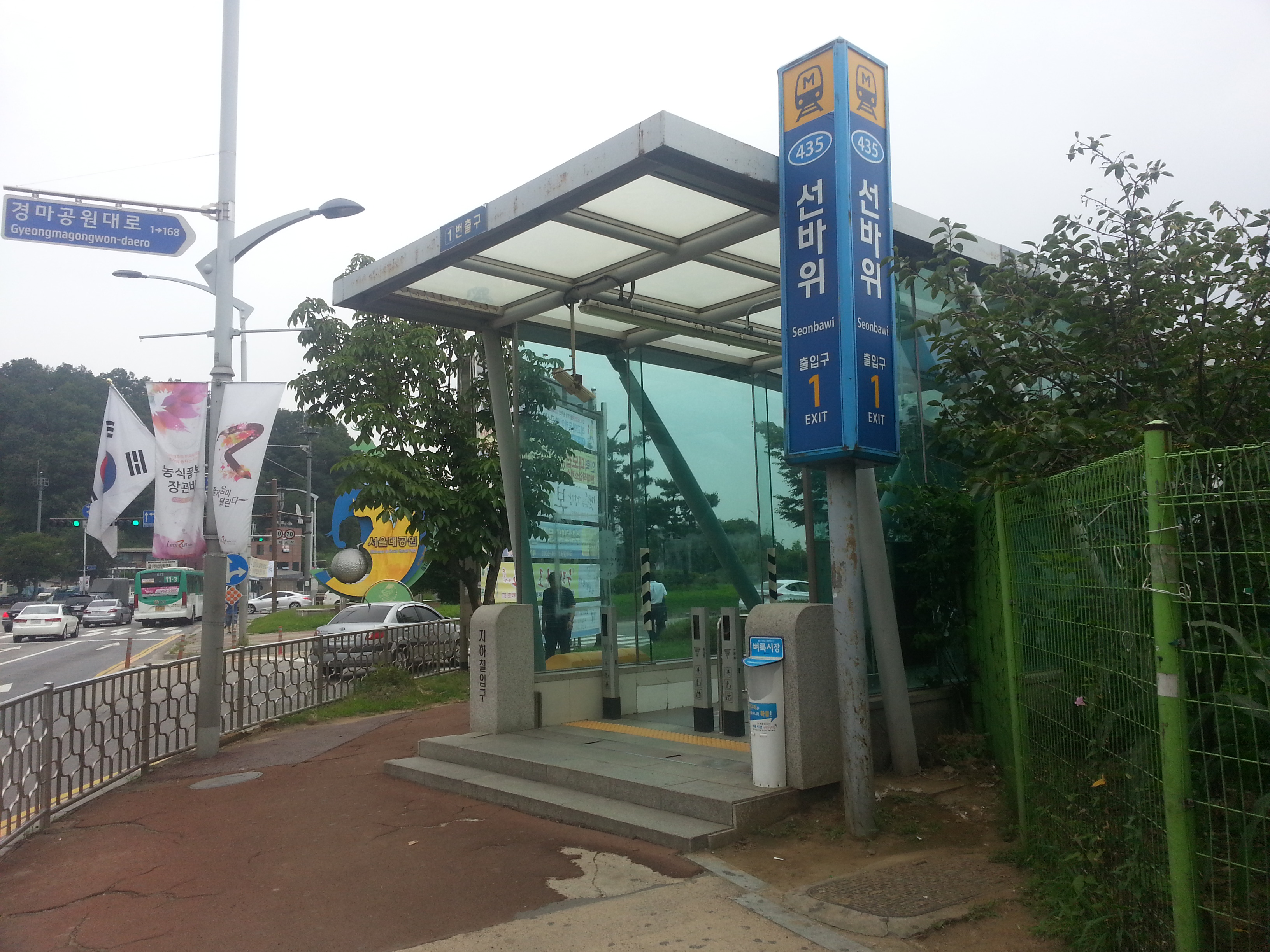
1번 출구
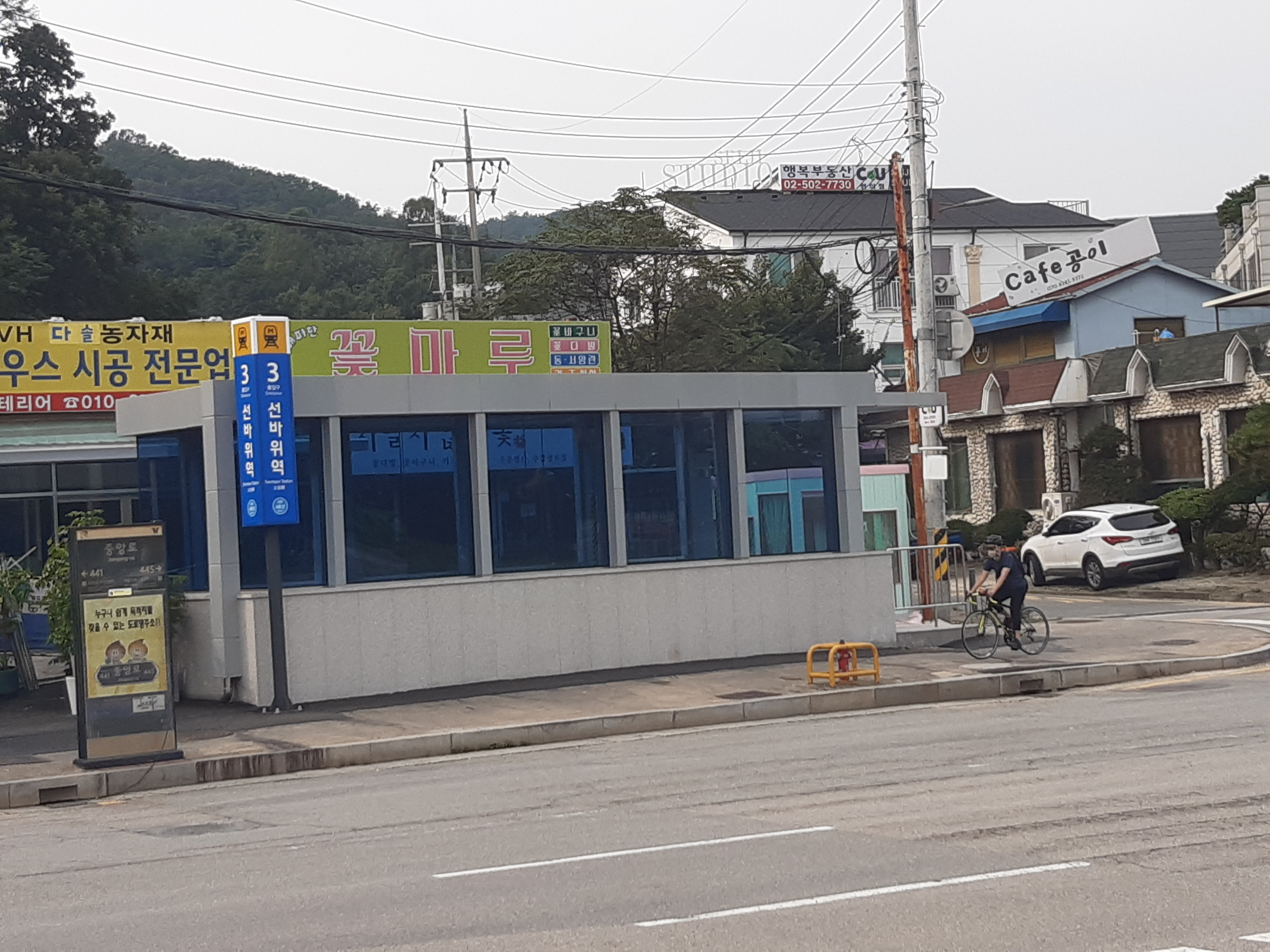
3번 출구(중앙로)

## 인접한 역
| 과천선                 | 과천선              | 과천선                   |
| ---------------------- | ------------------- | ------------------------ |
| 434 남태령 불암산 방면 | ● 수도권 전철 4호선 | 436 경마공원 오이도 방면 |